# Arthur Lee (musicien)
Pour les articles homonymes, voir Arthur Lee et Lee.
Arthur Lee (de son vrai nom Arthur Taylor Porter) était un chanteur, guitariste, et compositeur de rock. Né à Memphis le 7 mars 1945, il est mort d'une leucémie à Memphis le 3 août 2006. Il a été le chanteur et le principal auteur du groupe psychédélique américain Love dans les années 1960.

## Biographie
Né d'un père noir et d'une mère blanche, Arthur Lee n'a que quatre ans lorsque sa famille s'installe à Los Angeles. Il joue de l'orgue dans des groupes locaux, avant de monter sa propre formation : Arthur Lee & The LAG's, avec laquelle il enregistre son premier morceau en 1963 (The Ninth Wave).
Mais rapidement, Lee abandonne les claviers pour se mettre à la guitare. Avec un autre guitariste métis et également originaire de Memphis (John Echols), il fonde en 1964 le groupe Grass Roots, qui prendra l'année suivante le nom de Love.
Compositeur talentueux et torturé, il est le principal artisan des succès (succès d'estime plus que commerciaux) du groupe, et notamment de l'album Forever Changes, paru en 1967 et considéré encore aujourd'hui comme l'une des pierres angulaires du rock psychédélique. Arthur Lee racontera que pendant la gestation de cet album, il avait acquis la certitude de sa mort prochaine, et qu'il avait le sentiment que les paroles présentes sur l'album seraient ses toutes dernières. La fragilité mentale d'Arthur Lee qui transparaît sur les albums de Love et notamment sur Forever Changes lui vaut d'être souvent comparé à Syd Barrett, l'éphémère leader de Pink Floyd à cette même époque, ou à Roky Erickson, l'ex-leader des 13th Floor Elevators.
À la suite de la parution de Forever Changes, Love éclate, miné par la santé de ses membres, pour la plupart accros aux drogues dures, et incapables de mener à bien un projet collectif.
Arthur Lee tente de relancer le groupe quelques mois plus tard avec de nouveaux membres, mais sans grand succès (Four Sail en 1969 et Out Here en 1970). En 1970, il part à Londres pour enregistrer avec un autre célèbre musicien métis, à savoir Jimi Hendrix. Malheureusement, à ce jour, la plupart des titres enregistrés durant cette session restent inédits. Profondément marqué par cette rencontre, Lee affirmera plus tard être la réincarnation d'Hendrix !
Après un album solo en 1972 (Vindicator), Lee reformera Love à plusieurs reprises.
En 1995, il est condamné à 12 années de prison pour avoir utilisé une arme à feu. Libéré en 2001 après avoir effectué la moitié de sa peine, Arthur Lee est remonté sur scène, où il a joué régulièrement les vieux succès de Love, jusqu'à ce qu'il succombe d'une leucémie le 3 août 2006 au matin, dans un hôpital du Texas .

## Discographie

### Avec Love
- Love (1966)
- Da Capo (1967)
- Forever Changes (1967)
- Four Sail (1969)
- Out Here (en) (1969)
- False Start (en) (1970)
- Reel to Real (en) (1974)
- Love Live (1982)
- Studio/Live (1982)
- Arthur Lee & Love (1992)
- Love Story (1995)

### Albums solo
- Vindicator (en) (1972)
- Black Beauty (1973)
- Arthur Lee (1981)
- Five String Serenade (1994)